# Моссі-Рівер
Моссі-Рівер (англ. Mossey River) — сільський муніципалітет в Канаді, у провінції Манітоба.

## Населення
За даними перепису 2016 року, сільський муніципалітет нараховував 1145 осіб, показавши скорочення на 3,5%, порівняно з 2011-м роком. Середня густина населення становила 1 осіб/км².
З офіційних мов обидвома одночасно володіли 20 жителів, тільки англійською — 1 100, а 5 — жодною з них. Усього 155 осіб вважали рідною мовою не одну з офіційних, з них 15 — одну з корінних мов, а 80 — українську.
Працездатне населення становило 57,3% усього населення, рівень безробіття — 11,8% (15,8% серед чоловіків та 6,7% серед жінок). 69,6% осіб були найманими працівниками, а 27,5% — самозайнятими.
Середній дохід на особу становив $34 154 (медіана $27 115), при цьому для чоловіків — $38 287, а для жінок $29 588 (медіани — $31 296 та $25 493 відповідно).
34,3% мешканців мали закінчену шкільну освіту, не мали закінченої шкільної освіти — 31,5%, 34,8% мали післяшкільну освіту, з яких 17,7% мали диплом бакалавра, або вищий.
| Статево-вікова структура населення | Статево-вікова структура населення | Статево-вікова структура населення | Статево-вікова структура населення | Статево-вікова структура населення |
| ---------------------------------- | ---------------------------------- | ---------------------------------- | ---------------------------------- | ---------------------------------- |
|                                    |                                    |                                    |                                    |                                    |
| Всього                             | Всього                             | 50,9%49,1%                         |                                    |                                    |
| 0 — 14 років                       | 0 — 14 років                       |                                    | 15,8%                              | 15,8%                              |
| 15 — 64 років                      | 15 — 64 років                      |                                    | 58,8%                              | 58,8%                              |
| 65 і більше                        | 65 і більше                        |                                    | 25,4%                              | 25,4%                              |
| 85 і більше                        | 85 і більше                        |                                    | 3,9%                               | 3,9%                               |
| Середній вік (років)               | Середній вік (років)               | 45,746,7                           | 46,2                               | 46,2                               |
| Медіана (років)                    | Медіана (років)                    | 51,450,8                           | 51,2                               | 51,2                               |
| — чоловіки — жінки                 |                                    |                                    |                                    |                                    |

| Походження мешканців:     | Походження мешканців:     | Походження мешканців: | Походження мешканців: | Походження мешканців: |
| ------------------------- | ------------------------- | --------------------- | --------------------- | --------------------- |
| Походження                |                           |                       | осіб                  | %                     |
| Корінні американці        | Корінні американці        |                       | 250                   | 23.58%                |
| Інше північноамериканське | Інше північноамериканське |                       | 245                   | 23.11%                |
| Європейське               | Європейське               |                       | 945                   | 89.15%                |
| британське                | британське                |                       | 315                   | 29.72%                |
| французьке                | французьке                |                       | 130                   | 12.26%                |
| українське                | українське                |                       | 525                   | 49.53%                |

| Зайнятість населення за галузями (за класифікацією NOC): | Зайнятість населення за галузями (за класифікацією NOC): | Зайнятість населення за галузями (за класифікацією NOC): | Зайнятість населення за галузями (за класифікацією NOC): | Зайнятість населення за галузями (за класифікацією NOC): |
| -------------------------------------------------------- | -------------------------------------------------------- | -------------------------------------------------------- | -------------------------------------------------------- | -------------------------------------------------------- |
|                                                          |                                                          |                                                          |                                                          |                                                          |
| Управління                                               | Управління                                               |                                                          | 19,2%                                                    | 19,2%                                                    |
| Бізнес, фінанси та адміністрування                       | Бізнес, фінанси та адміністрування                       |                                                          | 9,1%                                                     | 9,1%                                                     |
| Природничі та прикладні науки                            | Природничі та прикладні науки                            |                                                          | 2%                                                       | 2%                                                       |
| Охорона здоров'я                                         | Охорона здоров'я                                         |                                                          | 10,1%                                                    | 10,1%                                                    |
| Освіта, правозахист, муніципальні та урядові служби      | Освіта, правозахист, муніципальні та урядові служби      |                                                          | 12,1%                                                    | 12,1%                                                    |
| Роздрібна торгівля та послуги                            | Роздрібна торгівля та послуги                            |                                                          | 15,2%                                                    | 15,2%                                                    |
| Гуртова торгівля, транспорт та обладнання                | Гуртова торгівля, транспорт та обладнання                |                                                          | 19,2%                                                    | 19,2%                                                    |
| Природні ресурси, сільське господарство                  | Природні ресурси, сільське господарство                  |                                                          | 13,1%                                                    | 13,1%                                                    |
| Виробництво                                              | Виробництво                                              |                                                          | 2%                                                       | 2%                                                       |

## Клімат
Середня річна температура становить 1,5°C, середня максимальна – 23,2°C, а середня мінімальна – -24,9°C. Середня річна кількість опадів – 513 мм.
| Клімат поселення                              | Клімат поселення | Клімат поселення | Клімат поселення | Клімат поселення | Клімат поселення | Клімат поселення | Клімат поселення | Клімат поселення | Клімат поселення | Клімат поселення | Клімат поселення | Клімат поселення | Клімат поселення |
| Показник                                      | Січ.             | Лют.             | Бер.             | Квіт.            | Трав.            | Черв.            | Лип.             | Серп.            | Вер.             | Жовт.            | Лист.            | Груд.            |                  |
| Середній максимум, °C                         | −13,01           | −8,96            | −1,94            | 7,74             | 15,60            | 21,55            | 23,15            | 21,28            | 15,50            | 8,64             | −1,51            | −11,24           |                  |
| Середня температура, °C                       | −18,96           | −14,91           | −7,89            | 1,79             | 9,66             | 15,60            | 19,34            | 17,47            | 11,69            | 4,84             | −5,32            | −15,06           |                  |
| Середній мінімум, °C                          | −24,9            | −20,86           | −13,83           | −4,14            | 3,71             | 9,67             | 15,52            | 13,65            | 7,88             | 1,02             | −9,13            | −18,87           |                  |
| Норма опадів, мм                              | 23               | 13               | 27               | 27               | 49               | 82               | 80               | 66               | 60               | 36               | 25               | 25               |                  |
| Середньомісячна швидкість вітру, м/с          | 3.50             | 3.50             | 3.60             | 3.90             | 4.00             | 3.70             | 3.40             | 3.50             | 3.80             | 4.00             | 3.82             | 3.67             |                  |
| Середньомісячна сонячна радіація, кДж/м²·день | 3742             | 7116             | 12552            | 17416            | 20456            | 21608            | 21653            | 18190            | 12265            | 7178             | 3816             | 2815             |                  |
| --------------------------------------------- | ---------------- | ---------------- | ---------------- | ---------------- | ---------------- | ---------------- | ---------------- | ---------------- | ---------------- | ---------------- | ---------------- | ---------------- | ---------------- |
| Джерело:                                      |                  |                  |                  |                  |                  |                  |                  |                  |                  |                  |                  |                  |                  |